# Arthurdactylus
 Arthurdactylus conandoylei  war ein vor 120 Mio. Jahren lebender Flugsaurier (Pterosauria) aus der Unterkreide Südamerikas und ist die einzige bekannte Art in der Gattung Arthurdactylus.
Die fossilen Knochen dieses Tieres wurden in der Crato-Formation, einer Gesteinsschicht im Nordosten Brasiliens, gefunden. Die Crato-Formation ist ein Schichtglied der Santana-Formation, einer bedeutenden Fossillagerstätte, die insbesondere für ihre reiche Pterosaurier-Fauna bekannt ist.
Arthurdactylus conandoylei gehört zu den großen Flugsauriern und hat mit einer geschätzten Flügelspannweite von 4,6 Metern die proportional längsten Flügel aller Flugsaurier. Das einzige bekannte Skelett ist bis auf Schädel, Hals und Brustbein vollständig. 
Die Art wurde 1994 von Eberhard („Dino“) Frey und David M. Martill als Arthurdactylus conan-doylei beschrieben. Diese Schreibweise wurde anschließend im Jahr 1998 korrigiert, da sie nicht den Regeln des ICZN entsprach. Die systematische Stellung des Tieres ist bislang unklar, wahrscheinlich gehört er innerhalb der Kurzschwanzflugsaurier (Pterodactyloidea) zu den Ornithocheiridae. 
Der Name des Flugsauriers leitet sich von dem britischen Schriftsteller Sir Arthur Conan Doyle ab, der mit Geschichten um den Detektiv Sherlock Holmes weltbekannt wurde. In dem 1912 erschienenen erfolgreichen Abenteuerroman „Die vergessene Welt“ (Originaltitel: The Lost World), einem Klassiker der „Saurier-Belletristik“, lässt Doyle neben anderen prähistorischen Tieren erstmals auch Flugsaurier auftreten und trägt damit zu ihrer Popularisierung bei. Der fiktive Handlungsort des Romans, ein ausgedehntes Hochplateau in Südamerika, erinnerte die Bearbeiter an das Araripe-Plateau, an dessen Fuß die Fossilien von A. conandoylei gefunden wurden.